# Stella Kingsley
Pour les articles homonymes, voir Kingsley.
Stella Peter Kingsley, née le 13 novembre 2002, est une haltérophile nigériane.

## Carrière
Stella Peter Kingsley est triple médaillée d'argent aux Jeux africains de 2019 dans la catégorie des moins de 45 kg. Elle obtient ensuite deux médailles d'or à l'épaulé-jeté et au total et une médaille d'argent à l'arraché dans la catégorie des moins de 48 kg aux championnats d'Afrique 2021 à Nairobi.